# Nekrolog 1986
Nekrolog
◄◄
| ◄
| 1982
| 1983
| 1984
| 1985
| 1986 | 1987 | 1988 | 1989 | 1990 | ► | ►►
1. Quartal |
2. Quartal |
3. Quartal |
4. Quartal 
Weitere Ereignisse | Allgemeiner Nekrolog 1986
Die Beschreibung der verstorbenen Person sollte so kurz wie möglich gehalten sein und nur deren signifikante Tätigkeit(en) enthalten.
Neue Namen ggf. auch unter dem Geburts- und Sterbedatum, also etwa unter 1. Januar und im Geburts- und Sterbejahr (2024) eintragen (nur bei entsprechender großer Wichtigkeit). Für Beispiele siehe die schon vorhandenen Artikel.
Außerdem über die fünf zuletzt Verstorbenen, zu denen es einen ausreichend guten Artikel für eine Präsentation auf der Hauptseite gibt, nach der todesbedingten Überarbeitung der Artikel ggf. auch unter Wikipedia Diskussion:Hauptseite informieren und sie am besten auch in den anderen Wikipedia-Sprachversionen eintragen. Tipp: Regelmäßig bei news.google.de nach „ist tot“, „gestorben“ oder „verstorben“ suchen.
Wenn eine Person gestorben ist, gibt es viele Seiten zu dieser Person in der Wikipedia, die davon auch betroffen sind und entsprechend aktualisiert werden müssen. Beispiele: Namenübersichtsseite, Geburtsjahr, Geburtsort-Seiten und viele mehr.
Wie finde ich die betroffenen Seiten?
Im Suchfeld auf der linken Seite gibt man den Suchbegriff so ein: „Vorname Nachname“. Dann klickt man auf Volltext und alle Seiten mit entsprechendem Suchtext werden aufgerufen. Hier sieht man dann schnell, wo auch das Todesjahr Sinn macht oder sogar ein Teil des Artikels angepasst werden muss. Auch hilft das „Werkzeug“ auf der linken Seite sehr gut, um solche Seiten aufzufinden: „Links auf diese Seite“. Somit ist die Wikipedia wieder aktuell in allen Bereichen! Hinweis: bei Eintragung der Kategorie „Gestorben JAHR“ wird der Missbrauchsfilter 49 ausgelöst, was jedoch nicht schlimm ist. Siehe: Spezial:Missbrauchsfilter/49
Dies ist eine Liste von im Jahr 1986 verstorbenen bekannten Persönlichkeiten. Die Einträge erfolgen innerhalb der einzelnen Daten alphabetisch sortiert. Tiere sind im Nekrolog für Tiere zu finden.
Die Liste ist nach Quartalen aufgeteilt:
- Nekrolog 1. Quartal 1986: Januar, Februar und März
- Nekrolog 2. Quartal 1986: April, Mai und Juni
- Nekrolog 3. Quartal 1986: Juli, August und September
- Nekrolog 4. Quartal 1986: Oktober, November und Dezember

## Datum unbekannt
| Giuseppe Addobbati               | italienischer Schauspieler                                                                         |     |
| Oscar Almquist                   | US-amerikanischer Eishockeyspieler und -trainer                                                    |     |
| Nils Alwall                      | schwedischer Mediziner, Professor und Pionier der Hämodialyse                                      |     |
| Rudolf Antoni                    | österreichischer Journalist                                                                        |     |
| Cheryl Araujo                    | US-amerikanisches Opfer einer Gruppen-Vergewaltigung                                               |     |
| Axel Arens                       | deutscher Journalist                                                                               |     |
| Ernst-Ludwig von Aster           | deutscher Jagd- und Tiermaler                                                                      |     |
| Wolfgang Auler                   | deutscher Organist                                                                                 |     |
| Florence Barker                  | britische Schwimmerin                                                                              |     |
| Anne Barrett                     | britische Schriftstellerin                                                                         |     |
| Dora Beljawskaja                 | russische bzw. sowjetische Gesangspädagogin                                                        |     |
| René Berlingin                   | belgischer Immobilienmakler, Investor und Philatelist                                              |     |
| Roberto Bianchi Montero          | italienischer Filmregisseur, Drehbuchautor und Schauspieler                                        |     |
| Charles Birkin                   | britischer Autor des Unheimlichen und Übernatürlichen                                              |     |
| Hans Bolza                       | deutscher Manager                                                                                  |     |
| Henry Bridges                    | US-amerikanischer Jazz-Musiker                                                                     |     |
| Hans-Waldemar Bublitz            | deutscher Schauspieler, Autor, Regisseur                                                           |     |
| Gertrude Godwyn Bunzel           | US-amerikanische Choreographin und Tanzpädagogin österreichischer Herkunft                         |     |
| Ernst Carstens                   | deutscher Chemiker und Arzneimittelforscher                                                        |     |
| Joe Certa                        | US-amerikanischer Comiczeichner                                                                    |     |
| Driss ben Hamed Charhadi         | marokkanischer Erzähler                                                                            |     |
| Choi Yong-sul                    | koreanischer Kampfsportler und Begründer des Hapkido                                               |     |
| Iris Clert                       | griechisch-französische Kunst-Galeristin und Sammlerin                                             |     |
| Earl Conrad                      | US-amerikanischer Schriftsteller und Journalist                                                    |     |
| Harry H. Cooley                  | US-amerikanischer Farmer und Politiker                                                             |     |
| David Cooper                     | südafrikanischer Psychiater und ein Kopf der Anti-Psychiatrie-Bewegung                             |     |
| André Couteaux                   | französischer Schriftsteller                                                                       |     |
| Mike Danzi                       | US-amerikanischer Gitarrist und Banjospieler                                                       |     |
| Evo Anton DeConcini              | US-amerikanischer Jurist und Politiker                                                             |     |
| Marie Dessauer-Meinhardt         | deutsch-britische Wirtschaftswissenschaftlerin                                                     |     |
| Cheikh Anta Diop                 | Ägyptologe                                                                                         |     |
| Gheorghe Dobra                   | rumänischer Politiker (PCR) und Botschafter                                                        |     |
| Francisco Dosamantes             | mexikanischer Künstler                                                                             |     |
| William Frederick Eberlein       | US-amerikanischer Mathematiker                                                                     |     |
| Ulrich Engel                     | deutscher Verwaltungsjurist und Ministerialbeamter                                                 |     |
| Stig Ericson                     | schwedischer Kinderbuchautor und Musiker                                                           |     |
| Héctor Escobar Serrano           | salvadorianischer Politiker und Diplomat                                                           |     |
| Ismail al-Faruqi                 | Islamwissenschaftler und Vergleichender Religionswissenschafter                                    |     |
| Reine Feldt                      | schwedischer Fußballspieler                                                                        |     |
| Mohammed Flayfel                 | libanesischer Komponist und Musiker                                                                |     |
| Richard Fleischer                | deutscher Physiker, Meteorologe und Hochschullehrer                                                | ≈88 |
| Rudolf Flesch                    | US-amerikanischer Autor und Experte für Lesbarkeit von Texten                                      |     |
| Sonja Friedmann-Wolf             | deutsche Autorin                                                                                   |     |
| Vincenz Frigger                  | deutscher Maler und Musiker                                                                        |     |
| Hans-Georg Fritzsche             | deutscher Theologe                                                                                 |     |
| Margot von Gans                  | deutsche Luftfahrtpionierin, Automobilrennfahrerin und Unternehmerin                               |     |
| Hanns Geier                      | deutscher Automobilrennfahrer                                                                      |     |
| Jacques Gelman                   | russisch-mexikanischer Filmproduzent und Kunstsammler                                              |     |
| Walter Gerber                    | Schweizer Elektrotechniker                                                                         |     |
| Friedrich von Gregory            | deutscher Jurist, Verbandsfunktionär und Politiker                                                 |     |
| Geshe Rabten                     | tibetischer Buddhist                                                                               |     |
| Ernst Geßler                     | deutscher Jurist und Honorarprofessor an der Universität Bonn                                      |     |
| Hildegard Gölz                   | deutsche Pfarrersfrau                                                                              |     |
| Pierre Grabar                    | französischer Biochemiker                                                                          |     |
| Dirk Georg de Graeff             | niederländischer Aristokrat, Höfling, Manager und Banker                                           |     |
| Walter Greiling                  | deutscher Schriftsteller                                                                           |     |
| Helmut Gressieker                | deutscher Künstler, Bildhauer, Grafiker, Radierer, Holzschneider und Autor                         |     |
| Aage Hammeken                    | grönländischer Politiker                                                                           |     |
| Bernard Hardion                  | französischer Diplomat                                                                             |     |
| Khamis Hashim                    | Adliger und Politiker in Brunei                                                                    |     |
| Konrad Helbig                    | deutscher Fotograf, Kunsthistoriker und Archäologe                                                 |     |
| Maria Hernalsteen                | belgische Zeugin Jehovas und Opfer des Nationalsozialismus                                         |     |
| Blake Alphonso Higgs             | bahamaischer Musiker des Goombay- und Calypso-Stils                                                |     |
| Gerhard Hintschich               | deutscher Maler und Grafiker                                                                       |     |
| Hans Homberger                   | Schweizer Ruderer und Uhrenfabrikant                                                               |     |
| Leonhard Günther Hoppe           | deutscher Gewerkschafter und Rechtsexperte                                                         |     |
| Rudolf Horacek                   | österreichischer bildender Künstler                                                                |     |
| Donald C. Hume                   | englischer Badmintonspieler                                                                        |     |
| Heinrich Jochums                 | evangelischer Publizist, Pfarrer und Theologe                                                      |     |
| René Joffroy                     | französischer Archäologe                                                                           |     |
| Alexander Jurjewitsch Judin      | sowjetischer Radrennfahrer                                                                         |     |
| Gilbert Just                     | deutscher Politiker (SPD), Oberstadtdirektor von Düsseldorf                                        |     |
| Rudolf Kaiser                    | deutscher Physiker                                                                                 |     |
| Willy Kalinke                    | deutscher kommunistischer Widerstandskämpfer, politischer KZ-Häftling und SED-Landtagsabgeordneter |     |
| Dattathreya Ramachandra Kaprekar | indischer Mathematiker                                                                             |     |
| Sarry Karryjew                   | sowjetischer Filmschauspieler                                                                      |     |
| Joseph Kaucsar                   | französischer Fußballspieler                                                                       |     |
| Severin Kern                     | deutscher Kommunalpolitiker (CDU)                                                                  |     |
| Gustav Ernst Kistenmacher        | deutscher Architekt                                                                                |     |
| Philipp Kitzinger                | deutscher Rechtsanwalt, Landrat des oberbayerischen Landkreises Schrobenhausen                     |     |
| Will Klinger-Franken             | deutscher Kunstmaler                                                                               |     |
| Rudolf Klotz                     | österreichischer Heimatforscher und Autor                                                          |     |
| Ulrich Komm                      | deutscher Schriftsteller                                                                           |     |
| Karl Köther                      | deutscher Bahnradsportler                                                                          |     |
| Rudolf Kroboth                   | deutscher Koch im DDR-Fernsehen                                                                    |     |
| Raúl de Labougle Carranza        | argentinischer Historiker und Diplomat                                                             |     |
| Hermann Landshoff                | deutsch-amerikanischer Zeichner und Fotograf                                                       |     |
| Robert Last                      | deutscher Schlagzeuger                                                                             |     |
| Georg Laub                       | deutscher Architekt                                                                                |     |
| Franck Lavaud                    | haitianischer Politiker, Präsident von Haiti                                                       |     |
| Guido Levi                       | italienischer Antifaschist                                                                         |     |
| Wiktor Iossifowitsch Lewin       | sowjetischer Mathematiker                                                                          |     |
| William Liga                     | fidschianischer Speerwerfer                                                                        |     |
| Morice Lipsi                     | französischer Bildhauer                                                                            |     |
| Betty Lock                       | britische Sprinterin                                                                               |     |
| Wilhelm Löer                     | deutscher Bürgermeister, Diplomat, Priester und Japanologe                                         |     |
| Nancy Lyle                       | britische Tennisspielerin                                                                          |     |
| Percy Hugh Beverley Lyon         | britischer Schuldirektor und Schriftsteller                                                        |     |
| Stuart Edward Mann               | britischer Sprachwissenschaftler                                                                   |     |
| Jean Massin                      | französischer Musikwissenschaftler und Historiker                                                  |     |
| René Méjean                      | französischer Journalist und Autor okzitanischer Sprache                                           |     |
| John Mendelsohn                  | US-amerikanischer Historiker und Archivar                                                          |     |
| Vicente Mendiola Quezada         | mexikanischer Architekt und Maler                                                                  |     |
| Otto Merker                      | deutscher Wehrwirtschaftsführer und Vorstandsvorsitzender Hanomag                                  |     |
| Erich Meyer-Düwerth              | deutscher Schriftsteller                                                                           |     |
| Hans Mittelbach                  | deutscher Jurist                                                                                   |     |
| Josef Moder                      | deutscher Schriftsteller                                                                           |     |
| Nikolai Molodovsky               | deutscher Fotograf und Verleger                                                                    | 87  |
| Kim Momb                         | US-amerikanischer Bergsteiger                                                                      |     |
| Platon Dmitrijewitsch Morosow    | sowjetischer Jurist und Richter am Internationalen Gerichtshof (1970–1985)                         |     |
| Hemin Mukriyani                  | kurdisch-iranischer Journalist                                                                     |     |
| Friedrich Horst Müller           | deutscher Chemiker                                                                                 |     |
| Max Michael Munk                 | deutsch-amerikanischer Aeronautiker                                                                |     |
| Li Naewiger                      | deutsche Fotografin                                                                                |     |
| Marie Neurath                    | deutsche Pädagogin                                                                                 |     |
| Joe Niczky                       | deutscher Fotograf                                                                                 |     |
| Walter Nunier                    | deutscher Politiker                                                                                |     |
| Werner Nürnberg                  | deutscher Hochschullehrer für Elektrotechnik                                                       |     |
| Ang Nyima                        | nepalesischer Bergsteiger                                                                          |     |
| Friedrich Oberschelp             | deutscher Dirigent und Chorleiter                                                                  |     |
| Angelika Oehms                   | deutsche Künstlerin                                                                                |     |
| Friedrich Oetinger               | deutscher Verleger                                                                                 |     |
| Kadri Ögelman                    | türkischer Schauspieler, Kabarettist, Filmproduzent und Filmregisseur                              |     |
| Nii Amaa Ollennu                 | ghanaischer Politiker, Staatschef von Ghana                                                        |     |
| Ingo Osterloh                    | deutscher Schauspieler und Synchronsprecher                                                        |     |
| Victor Rudolf Ott                | deutsch-schweizerischer Rheumatologe                                                               |     |
| Veikko Paatero                   | finnischer Mathematiker                                                                            |     |
| Albert Graf von Pestalozza       | deutscher Filmproduzent                                                                            |     |
| John Peters                      | britischer Söldner                                                                                 |     |
| Mogens Pihl                      | dänischer Physiker                                                                                 |     |
| Jacques Piveteau                 | katholischer Sachbuchautor                                                                         |     |
| Walter Pochlatko                 | österreichischer Bildhauer und Schriftsteller                                                      |     |
| Alfredo Poviña                   | argentinischer Soziologe                                                                           |     |
| Ishwari Prasad                   | indischer Historiker                                                                               |     |
| Ralph Pruitt                     | US-amerikanischer Rockabilly-Musiker                                                               |     |
| Mary Kawena Pukui                | hawaiianische Tänzerin, Komponistin und Erzieherin                                                 |     |
| Wanis al-Qaddhafi                | libyscher Politiker, Premierminister von Libyen (1968–1969)                                        |     |
| Charles Ratton                   | französischer Kunsthändler                                                                         |     |
| Novelle Hamilton Richards        | antiguanischer Schriftsteller und Politiker                                                        |     |
| Hans Rogalla                     | deutscher Künstler                                                                                 |     |
| Arnold Rørholt                   | norwegischer Jurist                                                                                |     |
| Jaime Sáenz                      | bolivianischer Schriftsteller                                                                      |     |
| Kasem Schariatmadari             | iranischer Großajatollah                                                                           |     |
| Oskar Schepp                     | deutscher Maler                                                                                    |     |
| Arnold Schmidt-Brücken           | deutscher Landwirt und Politiker                                                                   |     |
| Aenne Schmücker                  | deutsche Lehrerin, Ethnologin und Übersetzerin                                                     |     |
| Erich Schnepel                   | Pastor und leitender missionarischer Mitarbeiter der Berliner Stadtmission                         |     |
| Zwi Schulmann                    | israelischer Unternehmer und Ratsherr in Rischon LeZion, Überlebender des Holocausts               |     |
| Heinrich Schütz                  | deutscher KZ-Arzt in Dachau                                                                        |     |
| Glauco Segovia                   | uruguayischer Politiker                                                                            |     |
| Sergei Gawrilowitsch Simonow     | russischer Waffenkonstrukteur                                                                      |     |
| Gurbachan Singh Talib            | indischer Sikh-Gelehrter und Schriftsteller                                                        |     |
| Henry Holmes Smith               | US-amerikanischer Fotograf                                                                         |     |
| Heinrich Sondermann              | deutscher Politiker (SPD)                                                                          |     |
| Curt Sonnenschein                | deutscher Mediziner                                                                                |     |
| Karl Streibel                    | deutscher Lagerkommandant und SS-Sturmbannführer                                                   |     |
| Franz Stuschka                   | österreichischer SS-Obersturmführer und Mitarbeiter im Eichmannreferat des RSHA                    |     |
| Ruth Teitelbaum                  | US-amerikanische Programmiererin des Computers ENIAC                                               |     |
| Alfonso Thiele                   | italienisch-US-amerikanischer Automobilrennfahrer                                                  |     |
| John Thiessen                    | US-amerikanisch-niederländischer Missionar und Geistlicher                                         |     |
| Freddy Thiriet                   | französischer Byzantinist                                                                          |     |
| Oswald Thomsen                   | deutscher Regattasegler                                                                            |     |
| Trịnh Đình Thảo                  | vietnamesischer Politiker                                                                          |     |
| Paul Tschudin                    | Schweizer Autor                                                                                    |     |
| Vittorino Veronese               | italienischer Anwalt, Publizist, Hochschullehrer und Generaldirektor der UNESCO                    |     |
| Oskar Vierling                   | deutscher Physiker                                                                                 |     |
| Gerald Edward Wade               | US-amerikanischer Romanist und Hispanist                                                           |     |
| Eva Waldemarsson                 | schwedische Schriftstellerin                                                                       |     |
| William Warnock                  | irischer Diplomat                                                                                  |     |
| Herman Watzinger                 | norwegischer Ingenieur                                                                             |     |
| Roger-Armand Weigert             | französischer Kunsthistoriker                                                                      |     |
| Hein Wimmer                      | deutscher Gold- und Silberschmied und Bildhauer                                                    |     |
| Ferdinand Wultsch                | österreichischer Politiker (SPÖ)                                                                   |     |
| Tahir Yahya                      | irakischer General und Premierminister                                                             |     |